# Chalal
Chalal (kod Gatscheta Tcha lal), jedna od nekadašnjih bandi Atfalati Indijanaca, porodica Kalapooian, koji su u ranom 19. stoljeću živjeli u blizini jezera Wapato Lake, na području današnjeg okruga Yamhill u Oregonu. Jezero je dobilo ime po biljci čije su jestivo korijenje Atfalati i drugi Indijanci iskapali, a isušeno je sredinom 1930.-tih godina.